# كونستانتين زوييف
كونستانتين زوييف (بالروسية: Зуев, Константин Александрович)‏ هو لاعب كرة قدم روسي في مركز الوسط، ولد في 17 نوفمبر 1981 في بافلودار في كازاخستان. لعب مع أنجي محج قلعة ونادي دينامو الداغستاني ونادي روستوف ونادي ساتورن رامنسكوي ونادي كوبان كراسنودار.